# Publications of the Bussey Institution, Harvard University
Publications of the Bussey Institution, Harvard University (abreviado Publ. Bussey Inst. Harvard Univ.) es una revista científica con ilustraciones y descripciones botánicas que es editada por la Universidad de Harvard en Jamaica Plain desde el año 1980.